# Данненфельс
Данненфельс (нем. Dannenfels) — община в Германии, в земле Рейнланд-Пфальц.
Входит в состав района Доннерсберг. Подчиняется управлению Фербандсгемайнде Кирхгаймболанден. Население 953 человека. Занимает площадь 15,79 км².

## Известные люди
- здесь родился Гюмбель, Карл Вильгельм фон (1823—1898) — немецкий геолог и палеонтолог.